# 光輪の町、ラベンダーの少女
『光輪の町、ラベンダーの少女』（こうりんのまち ラベンダーのしょうじょ）は、あかべぇそふとつぅより2010年6月24日に発売されたアダルトゲームである。
同社から2005年に発売された「車輪の国、向日葵の少女」の正式な続編として発表・発売されたが、シナリオライターがるーすぼーいから新人ライターである渋谷ハヤトの担当として製作されたため、様々な反響を呼んだ。時系列としては「車輪の国、向日葵の少女」より後の物語となっている。

## ストーリー
とある国の都会にある普通の町での物語。主人公の宗介は進学校である私立新山学園に通うも変わり映えなく退屈で不良のような日々を過ごしていた。そんなある日、いつものように学校をサボることにした宗介は公園に向かうが、ひょんなことから数十人の不良に絡まれてしまう。そこに突然現れ竹刀一本で宗介を救った謎の少女、桜木ヒカル。その出会いをきっかけに他人を拒んできた宗介は様々な人々とふれあい、剣術を通して彼の心に「絆」の強さを認識させていく…。
4章の物語からメインストーリーは構成されており、「絆」をテーマに描かれている。

## 登場人物

### 新山学園
椿 宗介（つばき そうすけ）
声 - なし
主人公。私立新山学園に通う自称不良。他人と関わることを嫌っており自堕落な日々をすごす。幼い頃に船乗りである父を事故で亡くして以来母と二人で暮らしており、近所に住むはるかとは幼馴染で、心を開いているひとりでもある。昔は野球をやっていて、日の出モンスターズの畑山選手を尊敬していた。
容姿はなかなかだが、生活態度が悪く喧嘩っ早いいため学園側からは目をつけられている。
桜木 ヒカル(さくらぎ ひかる)
声 - かわしまりの
主人公のクラスに突然転校してきた謎のクラスメイトで本名は都築(つづき)ヒカル。不良数十人を竹刀だけで倒してしまうほどの圧倒的な剣術の腕前を持っている。
父は偉大な剣術家で剣術の道場を開いていた。過去には剣術に没頭していたようだが剣術に纏わるある事件をきっかけに現在は剣術を嫌い、竹刀を握ることを拒んでいる。
クールかつ無愛想な性格で他人と深く関わりを持とうとしない傾向があり、始めははるかの事をずっと「鈴木さん」と呼んでいた。
キュウリが大好きでキュウリのこととなると目の色が変わったり、金欠のためかなり古びたアパートで一人暮らしをしているなどの一面も持つ。
鈴木 はるか（すずき はるか）
声 - 紫華すみれ
宗介の幼馴染であり、クラスメイト。とても明るくて面倒見がよく、毎朝宗介を迎えに来たりするが優しすぎてその快活さが空回りしてしまうこともある。
家は「鈴木青果店」という八百屋であり、幼い頃に母を亡くしてしまったため父と二人で営んでいる。
運動神経がとてもよく、剣術を拒むヒカルに対してしつこく剣術部設立の話を持ちかけていた。
佐田 リコ（さだ りこ）
声 - 献崎陽子
宗介のクラスメイトで、友達がおらず動物と一緒にいることが多い(本人曰く、動物と話せる)。マイペースでとぼけた発言が多く周りを混乱させるという天然な一面を持つが、自分の寂しさを紛らわせたり、他人と親しくなりたいがために嘘をつくことが多くなってしまう。
小柄で喧嘩や暴力が嫌いなので、始めは剣術にあまり良い印象を持っていなかった。
神山 レイカ（かみやま れいか）
声 - 海原エレナ
大企業である神山グループの令嬢で、それゆえにとてもわがままで他人に対しても利害関係を基準に考えてしまう。幼い頃からピアノを習っておりクラシックをやっているが、本人はあまり気に入っておらず本当はジャズをやりたいと思っている。
レイカ会という謎のサークルが存在し、実際に従事している生徒もいるのだが会員数が極端に少ない。
食に関してもこだわりがあり、大好物はミラブルのパイ。
沢村 アキナ（さわむら あきな）
声 - 佐本二厘
宗介達の後輩で、生徒会の役員。校則や風紀に厳しく、生徒会長になるため常に成績上位を取り続けようと勉強するなどとても真面目なのだが、そのためか友達が少ない。
極度の近眼でコンタクトをしないと何も見えないのだが、苦手だと言うメガネをかけるとなぜか性格が豹変し、関西弁になってしまう(本人はそのことに全く気がついていない)。
水嶋（みずしま）
声 - 本多啓吾
宗介のクラスメイトであり親友。イケメン、成績優秀で運動神経もよいのだがチャラい言動が全てを台無しにしている。
軽い性格であるがその場の空気を読んだり、人に干渉しすぎないなど絶妙な人間関係をわきまえている。
栗林 夏美（くりばやし なつみ）
声 - 七ヶ瀬輪
新山学園の教員であり、宗介の担任。とても美人だがとても性格が悪く、生徒や他の教員からあまり好かれていない。
学園長とは深い関係にあるようで、なぜか剣術をとても憎んでいる。
猫が大の苦手。
新山 大九郎（しんざん だいくろう）
声 - 祭大!
新山学園の学園長。冷徹でとてもねちっこい性格をしており学園を自分の思い通りに変えようとしている。
学園に歯向かう者が大嫌いであり、宗介を始め邪魔なものは消し去ろうと画策する。
栗林と共に剣術を憎んでおり、栗林とも深い関係にあるようだ。

### 星雲学園剣術部
暁 セツナ（あかつき せつな）
声 - 一色ヒカル
とても無愛想で感情をあまり表に出さないが、因縁があるヒカルの前では荒ぶった一面も見せる。剣術の腕前は群を抜いており、女子剣術界では敵なしともいえる実力を持つ。
読書が好きでよく公園で難しそうな本を読んでいるが、宗介に勧められてからは漫画にも興味があるようだ。
七星樹（ななほし いつき）
声 - 芹園みや
明るく、感情表現豊かな元気系少女で無愛想なセツナのフォローをすることもしばしば。はるかや宗介と仲が良く、「はるちゃん」、「宗ちゃん」と呼んでいる。
早く走れるからという理由でいつも裸足で行動し、剣術にはかなりの自信を持っていて実際その強さは折り紙つきである。
右近 シズル（うこん しずる）
声 - 大波こなみ
レイカのライバル会社である右近コンツェルンの令嬢であり企業間の対立関係からか、レイカとは犬猿の仲。傲慢かつ短気な性格で他人を見下したような言動をするが、剣術の腕前はかなりのもので、さらにはピアノに関してもレイカに劣らない天才的な演奏をする。
星雲学園剣術部の中でも一番華があるとされていて、実際ファンも多い。
桐生 小梅（きりゅう こうめ）
声 - 金田まひる
発明が得意で嘘発見器を始めとして様々な発明品を生み出しているが、不要な機能がついていたり爆発するなどの危険も孕んでいる。
剣術においても相手のデータを分析し、計算に基づいた試合運びを行う。
メガネをかけると性格が豹変するアキナにはかなりの興味を抱いているようだ。
サシミ（さしみ）
声 - 柚木サチ
本名は弓刺 のぞみ。片言の言葉と擬音語混じりの謎の言語で話し、なぜかリコと言葉が通じている。
剣術においては突然現れ星雲のレギュラーを掴み取ってしまう実力を持ち、スピードに関しては瞬間移動かと思うくらいの身体能力がある。

### その他
三田（みた）
声 - 朝日奈悠
本名は三田 三四郎。神山グループの重役でありレイカのお世話役。物腰が柔らかく、話し方も丁寧だが様々な格闘技をマスターしておりかなり強いため神山グループ社長からも重宝されている。

## 製作スタッフ
- シナリオ - 渋谷ハヤト
- 原画 - 有葉、憂姫はぐれ
- BGM - tiko-μ

## 主題歌
後の2010年8月25日にスプリット・シングルとして『光輪の町、ラベンダーの少女主題歌シングル』というタイトルでリリースされた。
- オープニングテーマ「ラベンダーの純然」
  - 歌 - 片霧烈火
  - 作詞・作曲 - 志倉千代丸
  - 編曲 - 上野浩司
- 挿入歌「メフィストフェレスの黙示」
  - 歌 - Zwei
  - 作詞・作曲 - 志倉千代丸
  - 編曲 - 林達志
- エンディングテーマ「永遠の向こう」
  - 歌 - 彩音
  - 作詞 - 辻純更
  - 作曲・編曲 - 水野大輔